# سد تیانشنگکیو
سد تیانشنگکیو (به لاتین: Tianshengqiao-I Dam) یک نیروگاه برقابی و سد در چین است.